# David Tennant
David John McDonald (Bathgate, Escocia, 18 de abril de 1971), conocido como David Tennant, es un actor escocés de cine, televisión y teatro. Entre sus obras más conocidas se encuentran una aclamada representación teatral de Hamlet y sus interpretaciones más destacadas han sido la décima y decimocuarta encarnación del Doctor en Doctor Who, Barty Crouch Jr. en Harry Potter y el Cáliz de Fuego, el inspector Alec Hardy en Broadchurch, la voz del Señor Comandante en Final Space y su aclamada interpretación del demonio Crowley en Good Omens.

## Biografía
David John McDonald nació el 18 de abril de 1971 en Bathgate (West Lothian), como uno de los tres hijos del reverendo Sandy McDonald (1937-2016), ministro moderador de la Asamblea General de la Iglesia de Escocia entre 1997 y 1998, y de la norirlandesa Helen McLeod (1940-2007), quienes estuvieron casados más de cuarenta años, hasta la muerte de ella. Sus abuelos maternos eran el futbolista escocés Archie McLeod y la norirlandesa Nellie Blair, que se conocieron cuando él jugaba en el Derry City Football Club. La familia de Tennant, que la conformaban también su hermano, Blair, y su hermana, Karen, se mudó a Ralston (Renfrewshire), donde el futuro artista se crio.
El joven, entusiasta de Doctor Who e inspirado por ese programa para dedicarse a la interpretación, estudió en la Ralston Primary School y en la Paisley Grammar School. En aquel entonces, sus padres intentaban persuadirlo de que se interesara en alguna carrera más convencional; aun así, desde los once años tomaba clases de actuación los sábados. Esto le posibilitó un puesto en el Conservatorio Real de Escocia, donde, a sus diecisiete años, era el más joven de su promoción. Al ya haber un David McDonald registrado en el sindicato de actores, se requirió que se cambiara el nombre, por lo que tomó una revista de música y eligió el apellido del miembro de Pet Shop Boys Neil Tennant. En la década de 2000, el actor convirtió ese seudónimo en su nombre legal.

## Carrera
Su carrera teatral es extensa, destacando su aclamada interpretación en Hamlet. Ganó fama en todo el mundo gracias a sus papeles en Casanova, Blackpool, Secret Smile, Good Omens,  Doctor Who y la cuarta entrega cinematográfica de Harry Potter'.
En 2013 ganó un Premio Daytime Emmy al mejor actor en un programa de animación por Star Wars: The Clone Wars.
En el año 2015 le ofrecieron el papel de Killgrave en Jessica Jones.
Recibió el título Honorary Doctor of Drama, otorgado por el Royal Conservatoire Of Scotland, el 5 de julio de 2016.
En 2019 protagoniza, junto a Michael Sheen, la miniserie Good Omens, coproducida por la BBC y Amazon Prime Video. 
También da su voz a Sir Edmun Rockwell, villano principal del videojuego Ark: Survival Evolved.

## Repercusión mediática

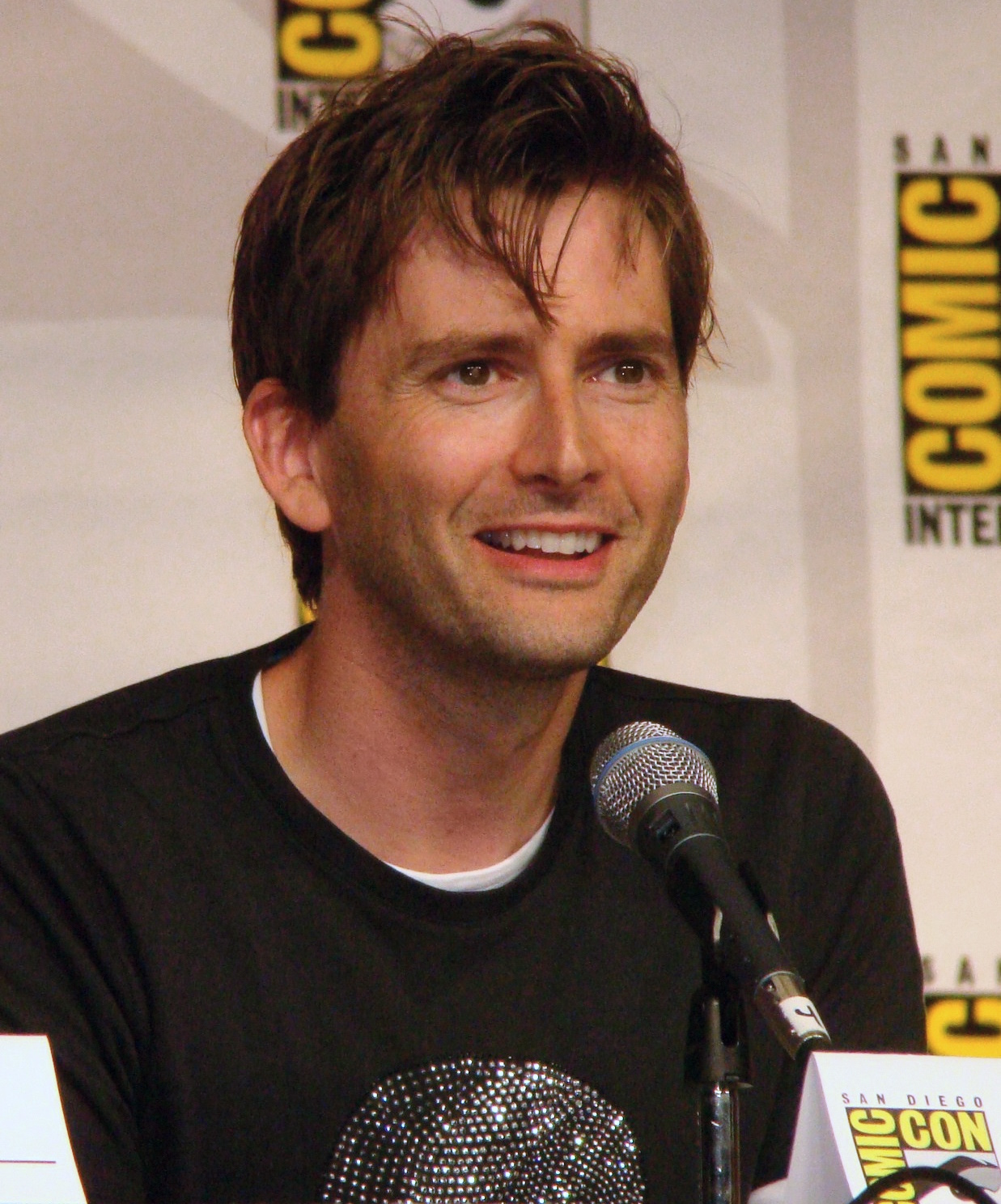
Tennant en la Comic Con, julio de 2009

Tennant ha sido etiquetado por la prensa británica como un «auténtico tesoro nacional» y es uno de los actores más apreciados por el público escocés. Su popularidad despegó desde que lo eligieron como el décimo Doctor en el programa de televisión Doctor Who, donde entre las características de su personaje se encuentran el carisma, el encanto y la simpatía, algo que impulsó su consideración como una de las encarnaciones del Doctor más queridas por los espectadores. Esta noción se reforzó con una encuesta de Radio Times de 2020 sobre cuál era el Doctor preferido de la gente, ya que, tras escrutarse 50 000 votos, el de Tennant salió primero.
El actor salió en estampillas de correo en dos oportunidades: en 2011, en el marco del quincuagésimo aniversario de la Royal Shakespeare Company, y en 2013, con motivo de otro quincuagésimo aniversario, el de Doctor Who. Al margen de eso, Tennant equilibra su nula presencia en redes sociales —excepto en las de su esposa— con frecuentes apariciones en convenciones, donde aprovecha para interactuar con sus seguidores.
Ha obtenido reconocimiento también por su apariencia física. En enero de 2006 el periódico The Pink Paper, dirigido principalmente a homosexuales, lo nombró «hombre más atractivo del universo», por encima de figuras como David Beckham y Brad Pitt. En febrero de ese año, tras encuestar a más de diez mil mujeres, la revista New Woman lo ubicó en la vigésima posición en una lista de los cien hombres más sexys del mundo. En octubre, fue galardonado en los Scottish Style Awards como el «hombre más elegante» de Escocia.

## Vida personal
El 30 de diciembre de 2011 contrajo matrimonio con la actriz Georgia Moffett, quien interpretó a la hija del Doctor durante la cuarta temporada de la serie Doctor Who. El 29 de marzo de 2011 tuvieron su primera hija juntos, Olive. Ese mismo año David anunció que había adoptado a Tyler, hijo de Georgia de una relación anterior, nacido en 2002.
El 2 de mayo de 2013 nació su tercer hijo, Wilfred Tennant.  El 9 de noviembre de 2015 nació su cuarta hija, Doris. En octubre de 2019 nació su quinto hijo, Birdie.

## Filmografía

### Televisión
| Año             | Título                                  | Papel                      | Notas                                                                       |
| --------------- | --------------------------------------- | -------------------------- | --------------------------------------------------------------------------- |
| 1987            | Anti-Smoking film                       | Jim                        | Glasgow Health Board PSA                                                    |
| 1988            | Dramarama                               | Neil McDonald              | "The Secret of Croftmore"                                                   |
| 1992            | Strathblair                             | Hiker 2                    |                                                                             |
| 1992            | Bunch of Five                           | Policía                    | "Miles Better"                                                              |
| 1993            | Rab C Nesbitt                           | Davina                     | "Touch"                                                                     |
| 1994            | Takin' Over the Asylum                  | Campbell Bain              | Paciente psiquiátrico                                                       |
| 1995            | The Bill                                | Steve Clemens              | "Deadline"                                                                  |
| 1995            | The Tales of Para Handy                 | John MacBryde              |                                                                             |
| 1996            | A Mug's Game                            | Gavin                      |                                                                             |
| 1997            | Holding the Baby                        | Nurse                      |                                                                             |
| 1997            | Conjuring Shakespeare                   | Angelo                     | "Like a Virgin"                                                             |
| 1998            | Duck Patrol                             | Simon "Darwin" Brown       |                                                                             |
| 1999            | The Mrs Bradley Mysteries               | Max Valentine              | "Death at the Opera".                                                       |
| 2000            | Randall & Hopkirk (Deceased)            | Gordon Stylus              | "Drop Dead"                                                                 |
| 2001            | People Like Us                          | Rob Harker                 | "The Actor"                                                                 |
| 2001            | High Stakes                             | Gaz Whitney                | "The Magic Word"                                                            |
| 2001            | Only Human                              | Tyler                      | Programa piloto                                                             |
| 2002            | Boot's Christmas Advert                 | Esposo                     |                                                                             |
| 2002            | Foyle's War                             | Theo Howard                | "A Lesson in Murder"                                                        |
| 2003            | Terri McIntyre                          | Greig Miller               |                                                                             |
| 2003            | Trust                                   | Gavin MacEwan              |                                                                             |
| 2003            | Posh Nosh                               | Jose-Luis                  | "Paella" y "Comfort Food"                                                   |
| 2003            | Spine Chillers                          | Dr. Krull                  |                                                                             |
| 2004            | The Deputy                              | Christopher Williams       |                                                                             |
| 2004            | He Knew He Was Right                    | Rev Gibson                 |                                                                             |
| 2004            | Traffic Warden                          | El Traffic Warden          |                                                                             |
| 2004            | Old Street                              | Mr. Watson                 |                                                                             |
| 2004            | Blackpool                               | DI Peter Carlisle          |                                                                             |
| 2005            | The Quatermass Experiment               | Dr. Gordon Briscoe         |                                                                             |
| 2005            | Casanova                                | Giacomo Casanova joven     |                                                                             |
| 2005            | Doctor Who: A New Dimension             | Narrador                   |                                                                             |
| 2005–2010       | Doctor Who                              | Décimo Doctor              |                                                                             |
| 2005            | Secret Smile                            | Brendan Block              |                                                                             |
| 2006            | The Romantics                           | Jean-Jacques Rousseau      |                                                                             |
| 2006            | The Chatterley Affair                   | Richard Hoggart            |                                                                             |
| 2006            | Who Do You Think You Are?               |                            |                                                                             |
| 2006            | What Makes Me Happy                     | Lector                     |                                                                             |
| 2007            | Recovery                                | Alan Hamilton              |                                                                             |
| 2007            | Comic Relief                            | Sr. Logan/El Doctor        | [ 22 ]                                                                      |
| 2007            | Dead Ringers                            | Tony Blair regenerado      |                                                                             |
| 2007, 2008      | The Friday Night Project                | Presentador                |                                                                             |
| 2007            | The Human Footprint                     | Narrador                   |                                                                             |
| 2007            | Learners                                | Chris                      |                                                                             |
| 2007            | Extras                                  | El Doctor                  | Christmas Special                                                           |
| 2008            | Einstein and Eddington                  | Sir Arthur Eddington       |                                                                             |
| 2008            | Everest ER                              | Narrador                   | [ 23 ]                                                                      |
| 2009            | Swarm: Nature's Incredible Invasions    | Narrador                   |                                                                             |
| 2009            | Comic Relief 2009                       | Presentador                |                                                                             |
| 2009            | Doctor Who: Tonight's the Night         | El Doctor                  |                                                                             |
| 2009            | Troubled Young Minds                    | Narrador                   |                                                                             |
| 2009            | The Sarah Jane Adventures               | El Doctor                  | "The Wedding of Sarah Jane Smith"                                           |
| 2009            | Masterpiece Contemporary                | Presentador                |                                                                             |
| 2009            | QI                                      | Panellist                  | Christmas Special                                                           |
| 2009            | Never Mind the Buzzcocks                | Presentador                |                                                                             |
| 2009            | Rex Is Not Your Lawyer                  | Rex Alexander              | NBC                                                                         |
| 2009            | The Catherine Tate Show                 |                            |                                                                             |
| 2009            | Hamlet                                  | Príncipe Hamlet            |                                                                             |
| 2010            | Caught in the Web - A Newsround Special | Narrador                   |                                                                             |
| 2010            | Eddie Izzard: Marathon Man              | Narrador                   |                                                                             |
| 2010            | My Life                                 | Narrador                   |                                                                             |
| 2010            | Diet or My Husband Dies                 | Narrador                   |                                                                             |
| 2010            | Single Father                           | Dave Tiler                 |                                                                             |
| 2010            | Doctor Who: The Ultimate Guide          |                            |                                                                             |
| 2010            | Stealing Shakespeare                    | Narrador                   |                                                                             |
| 2010            | Ask Rhod Gilbert                        |                            |                                                                             |
| 2010            | Chris Moyles' Quiz Night                |                            | "David Tennant's Celebrity Impressions"                                     |
| 2011            | United                                  | Jimmy Murphy               | Película para televisión                                                    |
| 2012            | Star Wars: The Clone Wars               | Huyang                     | Voz                                                                         |
| 2013            | Espions de Varsovie                     | Jean-François Mercier      | Miniserie de televisión                                                     |
| 2013            | Broadchurch                             | Detective Alec Hardy       | Serie de televisión                                                         |
| 2013            | Doctor Who: El día del Doctor           | Décimo Doctor              | Película para televisión                                                    |
| 2014            | Gracepoint                              | Detective Emmett Carver    | Re-make de Broadchurch, para América                                        |
| 2015 - 2019     | Jessica Jones                           | Kilgrave                   | Elenco principal (temporada 1), invitado (temporada 2), cameo (temporada 3) |
| 2017-2021       | Patoaventuras (2017)                    | Scrooge McDuck             | Serie de televisión                                                         |
| 2018            | Final Space                             | Lord Commander             | Serie de televisión                                                         |
| 2019-actualidad | Good Omens                              | Crowley                    | Elenco principal                                                            |
| 2019            | Criminal:Reino Unido                    | Dr Edgar Fallon            | 1 episodio                                                                  |
| 2018-2019       | There she Goes                          | Jhon                       | 10 episodios                                                                |
| 2019            | gen:LOCK                                | Dr. Ruffus Weller/Caliban. | Serie de animación de Rooster Teeth.                                        |
| 2020            | Dead Water fell                         | Tom                        | Miniserie                                                                   |
| 2020            | Americons                               | por anunciar               | serie                                                                       |
| 2020-2022       | Staged                                  | Él mismo                   | Serie                                                                       |
| 2021            | Edén                                    | E92/Dad                    | Papel de voz protagonista (doblaje en inglés)                               |
| 2022-2023       | Doctor Who                              | Decimocuarto Doctor        |                                                                             |
| 2023            | Ahsoka                                  | Huyang                     | Voz                                                                         |

### Cine
| Año  | Título                                         | Papel                             | Notas        |
| ---- | ---------------------------------------------- | --------------------------------- | ------------ |
| 1996 | Jude                                           | Estudiante borracho               |              |
| 1997 | Bite                                           | Alastair Galbraith                |              |
| 1998 | L.A. Without a Map                             | Richard                           |              |
| 1999 | The Last September                             | Capitán Gerald Colthurst          |              |
| 2000 | Being Considered                               | Larry                             |              |
| 2001 | Sweetnight Goodheart                           | Peter                             | Cortometraje |
| 2003 | Nine 1/2 Minutes                               | Charlie                           | Cortometraje |
| 2003 | Bright Young Things                            | Ginger Littlejohn                 |              |
| 2005 | Harry Potter y el cáliz de fuego               | Barty Crouch Jr.                  |              |
| 2006 | Free Jimmy                                     | Hamish                            | Voz          |
| 2009 | Glorious 39                                    | Hector                            |              |
| 2009 | St. Trinian's II: The Legend of Fritton's Gold | Sir Piers Pomfrey                 |              |
| 2010 | Cómo entrenar a tu dragón                      | Spitelout                         | Voz          |
| 2011 | The Decoy Bride                                | James Aubrey                      | [ 40 ]       |
| 2011 | Fright Night                                   | Peter Vincent                     | [ 41 ]       |
| 2012 | Nativity 2 Danger in the Manger                | Mr. Peterson y su gemelo Roderick | [ 42 ]       |
| 2014 | Nuestro último verano en Escocia               | Doug McLeod                       |              |
| 2017 | Ferdinand                                      | Angus, el toro                    | Voz          |
| 2018 | Bad Samaritan                                  | Cale Erendreich                   | [ 43 ]       |
| 2018 | Mary Queen of Scots                            | John Knox                         |              |
| 2021 | The Loud House: la película                    | Angus                             | Voz          |

### Radio
| Año  | Título                                          | Papel                              | Emisora de radio / Productora               |
| ---- | ----------------------------------------------- | ---------------------------------- | ------------------------------------------- |
| 1996 | Paint Her Well                                  | The Son                            | BBC Radio 4                                 |
| 1998 | Hemlock and After                               | Eric Craddock                      | BBC Radio 4                                 |
| 1998 | The Airmen Who Would Not Die                    | Capitán Raymond "Hinch" Hinchliffe | BBC Radio 4                                 |
| 1999 | Fire In The Heart                               |                                    | BBC Radio 4                                 |
| 2000 | Henry VI, Part 1                                | Henry VI                           | Arkangel Shakespeare                        |
| 2000 | Henry VI, Part 2                                | Enrique VI                         | Arkangel Shakespeare                        |
| 2000 | Henry VI, Part 3                                | Enrique VI                         | Arkangel Shakespeare                        |
| 2000 | The Sea                                         | Willy Carson                       | BBC Radio 3                                 |
| 2001 | Much Ado about Nothing                          | Benedick                           | BBC Radio 4                                 |
| 2001 | Sunday Worship                                  | Himself (Presenter)                | BBC Radio 4                                 |
| 2001 | Doctor Who: Colditz                             | Feldwebel Kurtz                    | Big Finish                                  |
| 2001 | Dr Finlay: Adventures of a Black Bag            | Jackson                            | BBC Radio 4                                 |
| 2002 | Dr Finlay: Further Adventures of a Black Bag    | McKellor                           | BBC Radio 4                                 |
| 2002 | Double Income, No Kids Yet                      | Daniel                             | BBC Radio 4                                 |
| 2003 | Doctor Who: Sympathy For The Devil              | Col. Brimmecombe-Wood              | Big Finish                                  |
| 2003 | Doctor Who: Exile                               | Time Lord # 2/Dueño                | Big Finish                                  |
| 2003 | Caesar! - Peeling Figs for Julius               | Calígula                           | BBC Radio 4                                 |
| 2003 | Doctor Who: Scream of the Shalka                | Portero                            | BBC                                         |
| 2003 | The Amazing Maurice and His Educated Rodents    | Dangerous Beans                    | BBC Radio 4                                 |
| 2003 | Pompeii                                         | Narrador                           | BBC Radio 4                                 |
| 2003 | The Rotters' Club                               | Bill Trotter                       | BBC Radio 4                                 |
| 2003 | Strangers and Brothers                          | Donald Howerd                      | BBC Radio 4                                 |
| 2004 | Dalek Empire III                                | Galanar                            | Big Finish                                  |
| 2004 | Doctor Who: Medicinal Purposes                  | Daft Jamie                         | Big Finish                                  |
| 2004 | Quite Ugly One Morning by Christopher Brookmyre | Narrador                           | Time Warner                                 |
| 2004 | El mercader de Venecia                          | Launcelot Gobbo                    | Arkangel Shakespeare                        |
| 2004 | Cómo entrenar a tu dragón                       | Narrador                           | Parte de la serie Cómo entrenar a tu dragón |
| 2004 | How to be a Pirate's Dragon                     | Narrador                           |                                             |
| 2005 | UNIT: The Wasting                               | Col. Brimmecombe-Wood              | Big Finish                                  |
| 2005 | Dixon of Dock Green                             | PC Andy Crawford                   | BBC Radio 4                                 |
| 2005 | The Adventures of Luther Arkwright              | Luther Arkwright                   | Big Finish                                  |
| 2005 | Macbeth                                         | Porter                             | Arkangel Shakespeare                        |
| 2005 | El Rey Lear                                     | Edgar                              | Arkangel Shakespeare                        |
| 2005 | La comedia de las equivocaciones                | Antipholus of Syracuse             | Arkangel Shakespeare                        |
| 2005 | Romeo y Julieta                                 | Mercutio                           | Arkangel Shakespeare                        |
| 2006 | The Virgin Radio Christmas Panto                | Buttons                            | Virgin Radio                                |
| 2006 | The Stone Rose                                  | Narrador                           | BBC Audio                                   |
| 2006 | The Resurrection Casket                         | Narrador                           | BBC Audio                                   |
| 2006 | The Feast of the Drowned                        | Narrador                           | BBC Audio                                   |
| 2006 | How to Speak Dragonese                          | Narrador                           |                                             |
| 2007 | The Wooden Overcoat                             | Peter                              | BBC Radio 4                                 |
| 2007 | How to Cheat a Dragon's Curse                   | Narrador                           |                                             |
| 2008 | Dixon of Dock Green                             | Andy Crawford                      | BBC Radio 4                                 |
| 2008 | Pest Control                                    | Narrador                           | BBC Audio                                   |
| 2009 | The Day of the Troll                            | Narrador                           | BBC Audio                                   |
| 2009 | How to Twist a Dragon's Tale                    | Narrador                           |                                             |
| 2010 | Of Mice and Men                                 | George Milton                      | BBC Radio                                   |
| 2010 | Murder in Samarkand                             | Craig Murray                       | BBC Radio 4                                 |
| 2010 | How to Ride a Dragon's Storm                    | Narrador                           |                                             |
| 2010 | Dead Air                                        | Narrador                           | BBC Audio                                   |
| 2010 | The Last Voyage                                 | Narrador                           | BBC Audio                                   |

### Teatro
| Año    | Título                                                                                  | Papel                    | Teatro / Notas |
| ------ | --------------------------------------------------------------------------------------- | ------------------------ | --- |
| 1989   | The Ghost of Benjy O'Neil                                                               | Fantasma                 | Phantom Productions |
| 1990   | Twelve Angry Men                                                                        |                          | Theatre Positive Scotland, Arches Theatre, dirigido por Iain Reekie                                                    |
| 1991   | Mozart from A to Z                                                                      | Mozart                   | RSAMD |
| 1991   | The Resistible Rise of Arturo Ui                                                        |                          | 7:84 |
| 1991-2 | Shinda the Magic Ape                                                                    |                          | Royal Lyceum Theatre, Edimburgo                                                                                        |
| 1992   | Jump the Life to Come                                                                   |                          | 7:84 |
| 1992   | Scotland Matters                                                                        |                          | 7:84 |
| 1992   | Hay Fever                                                                               | Simon                    | Royal Lyceum Theatre, Edimburgo                                                                                        |
| 1992   | Tartuffe                                                                                | Valere                   | Dundee Repertory Theatre                                                                                               |
| 1992-3 | Merlin                                                                                  | Rey Arturo               | Reino Unido |
| 1993   | Antígona                                                                                |                          | 7:84 |
| 1993   | La princesa y los trasgos                                                               | Curdie                   | Dundee Repertory Theatre                                                                                               |
| 1994   | Long Day's Journey Into Night                                                           | Edmund                   | Dundee Rep. El montaje volvió a subir a los escenarios en 1996, pero el papel de Edmund fue interpretado por Hugh Lee. |
| 1994   | The Slab Boys Trilogy                                                                   | Alan                     | Young Vic |
| 1995   | What the Butler Saw                                                                     | Nick                     | Royal National Theatre                                                                                                 |
| 1995   | An Experienced Woman Gives Advice                                                       | Kenny                    | Royal Exchange Theatre, Mánchester                                                                                     |
| 1996   | El zoo de cristal                                                                       | Tom                      | Dundee Repertory Theatre                                                                                               |
| 1996   | ¿Quién teme a Virginia Woolf?                                                           | Nick                     | Dundee Repertory Theatre                                                                                               |
| 1996   | Como gustéis                                                                            | Touchstone               | Royal Shakespeare Company                                                                                              |
| 1996   | The General From America                                                                | Hamilton                 | Royal Shakespeare Company                                                                                              |
| 1996   | The Herbal Bed                                                                          | Jack Lane                | Royal Shakespeare Company                                                                                              |
| 1997   | Hurly Burly                                                                             | Mickey                   | Old Vic/Queen's Theatre                                                                                                |
| 1997   | Tamagotchi Heaven                                                                       | Novio                    | |
| 1997   | Blue, un monólogo de Derek Jarman                                                       |                          | Moving Theatre, dir Corin Redgrave.                                                                                    |
| 1998   | The Real Inspector Hound                                                                | Moon                     | Comedy Theatre |
| 1998   | Black Comedy                                                                            | Brinsley Miller          | Comedy Theatre |
| 1999   | Vassa — Scenes from Family Life                                                         | Pavel                    | Albery Theatre |
| 1999   | Eduardo III                                                                             | Edward, the Black Prince | Shakespeare's Globe |
| 1999   | El Rey Lear                                                                             | Edgar                    | Royal Exchange Theatre, Mánchester                                                                                     |
| 2000   | La comedia de las equivocaciones                                                        | Antipholus of Syracuse   | Royal Shakespeare Company                                                                                              |
| 2000   | The Rivals                                                                              | Jack                     | Royal Shakespeare Company                                                                                              |
| 2000   | Romeo and Juliet                                                                        | Romeo                    | Royal Shakespeare Company                                                                                              |
| 2001   | El sueño de una noche de verano (2001-03-21 - Royal Shakespeare Company en el Barbican) | Lysander y Flute.        | Royal Shakespeare Company                                                                                              |
| 2001   | Comedians                                                                               | Gethin Price             | Reino Unido |
| 2002   | Push-Up                                                                                 | Robert                   | Royal Court Theatre |
| 2002   | Lobby Hero                                                                              | Jeff                     | Donmar Warehouse/Ambassadors Theatre                                                                                   |
| 2003   | The Pillowman                                                                           | Katurian                 | National Theatre |
| 2004   | The Fleer                                                                               | Lord Piso                | Shakespeare's Globe (en el Globe Education Centre)                                                                     |
| 2005   | Look Back in Anger                                                                      | Jimmy Porter             | Theatre Royal, Bath/ Royal Lyceum Theatre                                                                              |
| 2006   | Look Back in Anger                                                                      | Jimmy Porter             | Royal Court Theatre (rehearsed reading).                                                                               |
| 2008   | Hamlet                                                                                  | Hamlet                   | Royal Shakespeare Company/Novello Theatre London                                                                       |
| 2008   | Trabajos de amor perdidos                                                               | Berowne                  | Royal Shakespeare Company                                                                                              |
| 2010   | Celebrity Autobiography                                                                 | Varios personajes        | Leicester Square Theatre                                                                                               |
| 2022   | Good                                                                                    | John Halder              | Harold Pinter Theatre                                                                                                  |

## Premios y nominaciones
| Año  | Trabajo                                 | Premio                                               | Categoría                                                          | Resultado |
| ---- | --------------------------------------- | ---------------------------------------------------- | ------------------------------------------------------------------ | --------- |
| 1995 | An Experienced Woman Gives Advice       | Premio de Teatro Manchester Evening News             | Mejor Actor                                                        | Nominado  |
| 1996 | The Glass Menagerie                     | Theatre Management Association                       | Mejor Actor                                                        | Nominado  |
| 2000 | The Comedy of Errors                    | Premio Ian Charleson                                 | Best Classical Actor Under 30                                      | Nominado  |
| 2003 | Lobby Hero                              | Premio Olivier                                       | Mejor Actor                                                        | Nominado  |
| 2005 | Look Back in Anger                      | Critics' Awards for Theatre in Scotland              | Best Male Performance                                              | Ganador   |
| 2006 | Casanova, Secret Smile, y Doctor Who    | Broadcasting Press Guild                             | Best Actor                                                         | Nominado  |
| 2006 | Doctor Who                              | TV Quick and TV Choice Award                         | Best Actor                                                         | Ganador   |
| 2006 | Doctor Who                              | National Television Award                            | Best Actor                                                         | Ganador   |
| 2007 | Doctor Who                              | BAFTA Cymru                                          | Best Actor                                                         | Ganador   |
| 2007 | Doctor Who                              | TV Quick and TV Choice Award                         | Best Actor                                                         | Ganador   |
| 2007 | Doctor Who                              | Premios Constellation                                | Best Male Performance in a 2006 Science Fiction Television Episode | Ganador   |
| 2007 | Doctor Who                              | National Television Award                            | Most Popular Actor                                                 | Ganador   |
| 2007 | -                                       | Glenfiddich Spirit of Scotland Award                 | Screen Award                                                       | Ganador   |
| 2008 | Doctor Who                              | Premios Constellation                                | Best Male Performance in a 2007 Science Fiction Television Episode | Ganador   |
| 2008 | Doctor Who                              | Premio TV Quick and TV Choice                        | Best Actor                                                         | Ganador   |
| 2008 | Doctor Who                              | National Television Award                            | Outstanding Drama Performance                                      | Ganador   |
| 2008 | Doctor Who                              | Premios Satellite                                    | Best Actor in a Drama Series                                       | Nominado  |
| 2008 | Recovery y Doctor Who                   | Royal Television Society Programme Award             | Best Actor                                                         | Nominado  |
| 2009 | Hamlet                                  | Critics' Circle Theatre Award                        | Mejor representación de Shakespeare                                | Ganador   |
| 2009 | Hamlet                                  | Theatregoers' Choice Awards                          | AKA Theatre Event of the Year                                      | Ganador   |
| 2009 | Hamlet                                  | Premio Standard Theatre                              | Best Actor                                                         | Nominado  |
| 2009 | Einstein and Eddington y Doctor Who     | Broadcasting Press Guild                             | Best Actor                                                         | Nominado  |
| 2009 | Doctor Who                              | BAFTA Scotland                                       | Acting Performance in TV (Male)                                    | Nominado  |
| 2009 | Doctor Who                              | Premio Saturn                                        | Best Actor on Television                                           | Nominado  |
| 2010 | Doctor Who                              | Premio Nacional de Televisión                        | Outstanding Drama Performance                                      | Ganador   |
| 2010 | Doctor Who                              | Premio Constellation                                 | Best Male Performance in a 2009 Science Fiction Television Episode | Ganador   |
| 2010 | Hamlet y Doctor Who                     | Broadcasting Press Guild                             | Best Actor                                                         | Nominado  |
| 2011 | Single Father                           | Premio TV Choice                                     | Best Actor                                                         | Ganador   |
| 2011 | Single Father                           | Royal Television Society Programme Awards            | Best Actor                                                         | Nominado  |
| 2011 | Much Ado About Nothing                  | BroadwayWorld UK Awards                              | Best Actor                                                         | Ganador   |
| 2012 | Kafka: The Musical                      | BBC Audio Drama Awards                               | Best Actor                                                         | Ganador   |
| 2012 | Much Ado About Nothing                  | What's on Stage Awards                               | Best Actor                                                         | Nominado  |
| 2012 | Star Wars: The Clone Wars               | 40th Daytime Emmy Awards                             | Outstanding Performer in an Animated Program                       | Ganador   |
| 2013 | Broadchurch                             | Premio TV Choice                                     | Best Actor                                                         | Ganador   |
| 2014 | Broadchurch                             | Premio Nacional de Televisión                        | Best TV Detective                                                  | Nominado  |
| 2014 | Broadchurch                             | Broadcasting Press Guild Television and Radio Awards | Best Actor                                                         | Nominado  |
| 2014 | The Escape Artist (serie de televisión) | BAFTA Scotland                                       | Acting Performance in TV (Male)                                    | Ganador   |
| 2015 | Gracepoint                              | 41st People's Choice Awards                          | Favorite Actor In A New TV Series                                  | Ganador   |
| 2015 | -                                       | National Television Awards                           | Special Recognition Award                                          | Ganador   |